# Línea 8 (San Juan)
La línea 8 fue una línea de colectivos urbanos del aglomerado del Gran San Juan en la provincia de San Juan, que recorría parte de dicha aglomeración, por los departamentos Chimbas y Capital, comunicándolos con la ciudad de San Juan.
Su recorrido comunicaba a la localidad cabecera del departamento Chimbas (Va. Paula A. de Sarmiento), con el área norte y centro de dicho departamento. Entre los sitios de importancia que comunica están el Cementerio de la Capital, el Parque de Mayo y los dedificios del Centro Cívico de San Juan y la Legislatura Provincial.   
El 2 de septiembre de 2004, tras la desaparición de la empresa 20 de Junio S.A., comenzó a ser administrada por la empresa La Marina S.A, para tiempo después pasar a ser propiedad de la empresa Albardón S.R.L.. El 4 de diciembre de 2021, con la implementación de Red Tulum la línea 8 desaparece para ser reemplazada por una serie de nuevas líneas. 

## Recorrido
Ida
Va. Paula A. de Sarmiento: Intersección de calles Rodríguez y San Martín - San Martín - Remedios de Escalada - Mendoza - Centenario - Argentina - Paraguay - Cuba - Ecuador - Argentina - Centenario - Salta - Saavedra - Mendoza - Avenida Benavides - Salta - Lateral Sur de Autopista de Circunvalación - Catamarca - Falucho - Avenida España - Cortinez - Las Heras - Alberdi - Las Heras - Avenida Libertador General San Martín - Aberastain - Avenida Córdoba - Avenida Rawson (Hospital Rawson)- Diagonal Don Bosco - Gutiérrez - O´Higgins - Lavalle - Saturnino Sarassa
Regerso
Trinidad: Patricias Sanjuaninas - Brasil - Eestados Unidos (Terminal de Ómnibus)- Santa Fe - Avenida Rioja - Avenida Libertador General San Martín - Las Heras - Alberdi - Las Heras - Cortinez - Avenida España - Falucho - Catamarca - Lateral Norte de Autopista de Circunvalación - Salta - Avenida Benavides - Catamarca - Neuquén - Mendoza - Saavedra - Salta - Centenario - Argentina - Ecuador - Cuba - Paraguay - Argentina - Centenario - Mendoza - Rodríguez - San Martín - Remedios de Escalada.